# Sungaji
Sungaji è una circoscrizione rurale (rural ward) della Tanzania situata nel distretto di Mvomero, regione di Morogoro. Conta una popolazione di 14 508 abitanti (censimento 2012).